# Parque de la naturaleza de Cabárceno
Parque de la naturaleza de Cabárceno är en park i Spanien.   Den ligger i provinsen Provincia de Cantabria och regionen Kantabrien, i den norra delen av landet, 300 km norr om huvudstaden Madrid. Parque de la naturaleza de Cabárceno ligger 238 meter över havet. Arean är 750 kvadratkilometer.
Terrängen runt Parque de la naturaleza de Cabárceno är kuperad åt sydost, men åt nordväst är den platt. Runt Parque de la naturaleza de Cabárceno är det ganska tätbefolkat, med 120 invånare per kvadratkilometer. Närmaste större samhälle är Santander, 11,9 km norr om Parque de la naturaleza de Cabárceno. Omgivningarna runt Parque de la naturaleza de Cabárceno är en mosaik av jordbruksmark och naturlig växtlighet.